# Parsac (Parsac)
Parsac (okzitanisch: Parçac) ist eine ehemalige französische Gemeinde mit 631 Einwohnern (Stand: 1. Januar 2021) im Département Creuse in der Region Nouvelle-Aquitaine. Sie gehörte zum Arrondissement Guéret. Die Bewohner werden Parsacois und Parsacoises genannt.
Der Erlass des Präfekten vom 23. September 2015 legte mit Wirkung zum 1. Januar 2016 die Eingliederung von Parsac als Commune déléguée zusammen mit der früheren Gemeinde Rimondeix zur Commune nouvelle Parsac-Rimondeix fest.
Der Erlass der Präfektin vom 27. September 2024 legte mit Wirkung zum 1. Januar 2025 die Eingliederung von Parsac-Rimondeix zusammen mit der früheren Gemeinde Blaudeix zur neuen Commune nouvelle Parsac fest. Der Ort Parsac besitzt seitdem wie Rimondeix keinen Status als Commune déléguée mehr.

## Geografie
Parsac liegt etwa 22 Kilometer ostnordöstlich von Guéret und etwa 27 Kilometer nördlich von Aubusson in der historischen Provinz der Marche. Der Ort befindet sich im Einzugsgebiet der Loire und wird vom Verraux, einem Nebenfluss der Petite Creuse, von Süd nach Nord durchquert. Das Zentrum liegt auf einer Höhe von etwa 386 m. Das Bodenrelief ist hügelig mit einer maximalen Höhe von 503 m bei einer Erhebung im äußersten Südwesten und einer minimalen Höhe von 364 m, die im Norden beim Austritt des Verraux aus dem Ortsgebiet gemessen wird.
Teile des Gebiets von Parsac gehören zur 1052 Hektar großen ZNIEFF-Naturzone „Vallée du Verraux et ruisseaux affluents (Fragne, Clavérolles, Rio Bazet)“ (740120126).
Umgeben wird Parsac von den Ortsteilen Blaudeix und Rimondeix im Nordwesten sowie von den Nachbargemeinden Domeyrot im Norden, La Celle-sous-Gouzon im Nordosten, Gouzon im Südosten, Saint-Dizier-la-Tour und Cressat im Süden sowie Jarnages und Ladapeyre im Westen.

## Geschichte
Parsac hat seine Wurzeln in der antiken Geschichte. Obwohl sein Name nur schriftlich auf einem Diplom aus dem Jahr 636 erscheint, wurde „Parcius“ oder „Parciacus“ bereits in der gallorömischen Zeit erwähnt (ebenso wie ein Tempel, der heidnischen Gottheiten gewidmet war).
Es ist vorstellbar, dass ein Dorf bereits existierte, da sich die Gallo-Römer oft an bereits vorhandenen Standorten niederließen, es gibt jedoch keine Beweise mehr dafür.
Im frühen Mittelalter wurde an der Stelle des Tempels eine karolingische Kirche errichtet. Die im 12. Jahrhundert der romanischen Kirche des heiligen Martin von Tours (Ecclesia Sancti Martini de Parciaco im Jahr 1158) Platz machte und deren Querschiff noch heute steht.
In Texten erscheint der Ort im Laufe der Jahrhunderte als „Villa“, „Pfarrei“, „Priorat“, bevor sie im 17. Jahrhundert als „Seigneurie“ und schließlich zwei Jahrhunderte später als „Priorat-Pfarrei“ erscheint.
Das mittelalterliche Dorf wurde um eine Burg herum gebaut, von der nur noch wenige Überreste übrig sind. Die ersten Herren des Ortes werden erst im 15. Jahrhundert erwähnt, mit einer Dame Jeanne de Parsac, die um 1420 den Ritter Guillaume de Luchat heiratete. 1636 ging das Land Parsac in die Hände des Ritters René de Fricon über, dessen Wappen noch am Vorabend der Französischen Revolution getragen wurde. In dieser turbulenten Zeit wurde das Pfarrhaus wie eine große Anzahl religiöser Gebäude und Schlösser als Nationalgut verkauft, bevor es viel später von der Gemeinde gekauft wurde.

## Bevölkerungsentwicklung
| Parsac: Einwohnerzahlen von 1793 bis 2020                                                                                  | Parsac: Einwohnerzahlen von 1793 bis 2020 | Parsac: Einwohnerzahlen von 1793 bis 2020 | Parsac: Einwohnerzahlen von 1793 bis 2020 | Parsac: Einwohnerzahlen von 1793 bis 2020 |
| --- | ----------------------------------------- | ----------------------------------------- | ----------------------------------------- | ----------------------------------------- |
| Jahr |                                           |                                           |                                           | Einwohner                                 |
| 1793 | 1793                                      |                                           | 1.406                                     | 1.406                                     |
| 1800 | 1800                                      |                                           | 1.098                                     | 1.098                                     |
| 1806 | 1806                                      |                                           | 1.428                                     | 1.428                                     |
| 1821 | 1821                                      |                                           | 1.538                                     | 1.538                                     |
| 1831 | 1831                                      |                                           | 1.648                                     | 1.648                                     |
| 1836 | 1836                                      |                                           | 1.685                                     | 1.685                                     |
| 1841 | 1841                                      |                                           | 1.663                                     | 1.663                                     |
| 1846 | 1846                                      |                                           | 1.697                                     | 1.697                                     |
| 1851 | 1851                                      |                                           | 1.766                                     | 1.766                                     |
| 1856 | 1856                                      |                                           | 1.649                                     | 1.649                                     |
| 1861 | 1861                                      |                                           | 1.595                                     | 1.595                                     |
| 1866 | 1866                                      |                                           | 1.628                                     | 1.628                                     |
| 1872 | 1872                                      |                                           | 1.639                                     | 1.639                                     |
| 1876 | 1876                                      |                                           | 1.645                                     | 1.645                                     |
| 1881 | 1881                                      |                                           | 1.642                                     | 1.642                                     |
| 1886 | 1886                                      |                                           | 1.644                                     | 1.644                                     |
| 1891 | 1891                                      |                                           | 1.598                                     | 1.598                                     |
| 1896 | 1896                                      |                                           | 1.608                                     | 1.608                                     |
| 1901 | 1901                                      |                                           | 1.611                                     | 1.611                                     |
| 1906 | 1906                                      |                                           | 1.608                                     | 1.608                                     |
| 1911 | 1911                                      |                                           | 1.543                                     | 1.543                                     |
| 1921 | 1921                                      |                                           | 1.345                                     | 1.345                                     |
| 1926 | 1926                                      |                                           | 1.275                                     | 1.275                                     |
| 1931 | 1931                                      |                                           | 1.253                                     | 1.253                                     |
| 1936 | 1936                                      |                                           | 1.202                                     | 1.202                                     |
| 1946 | 1946                                      |                                           | 1.060                                     | 1.060                                     |
| 1954 | 1954                                      |                                           | 932                                       | 932                                       |
| 1962 | 1962                                      |                                           | 847                                       | 847                                       |
| 1968 | 1968                                      |                                           | 768                                       | 768                                       |
| 1975 | 1975                                      |                                           | 681                                       | 681                                       |
| 1982 | 1982                                      |                                           | 644                                       | 644                                       |
| 1990 | 1990                                      |                                           | 619                                       | 619                                       |
| 1999 | 1999                                      |                                           | 592                                       | 592                                       |
| 2006 | 2006                                      |                                           | 587                                       | 587                                       |
| 2013 | 2013                                      |                                           | 609                                       | 609                                       |
| 2020 | 2020                                      |                                           | 627                                       | 627                                       |
| Quelle(n): EHESS/Cassini bis 1999, INSEE ab 2006 Anmerkung(en): Ab 1962 offizielle Zahlen ohne Einwohner mit Zweitwohnsitz |                                           |                                           |                                           |                                           |

## Sehenswürdigkeiten
- Kirche Saint-Martin aus dem 11./12. Jahrhundert, seit 1989 als Monument historique eingeschrieben
- Kapelle Sainte-Madeleine, auch Kapelle der Templer genannt, am Lieu-dit Madeleine
- Schloss La Chapelle
- Ehemaliges Kollegium von Parsac
- Altes Bahnhofsgebäude

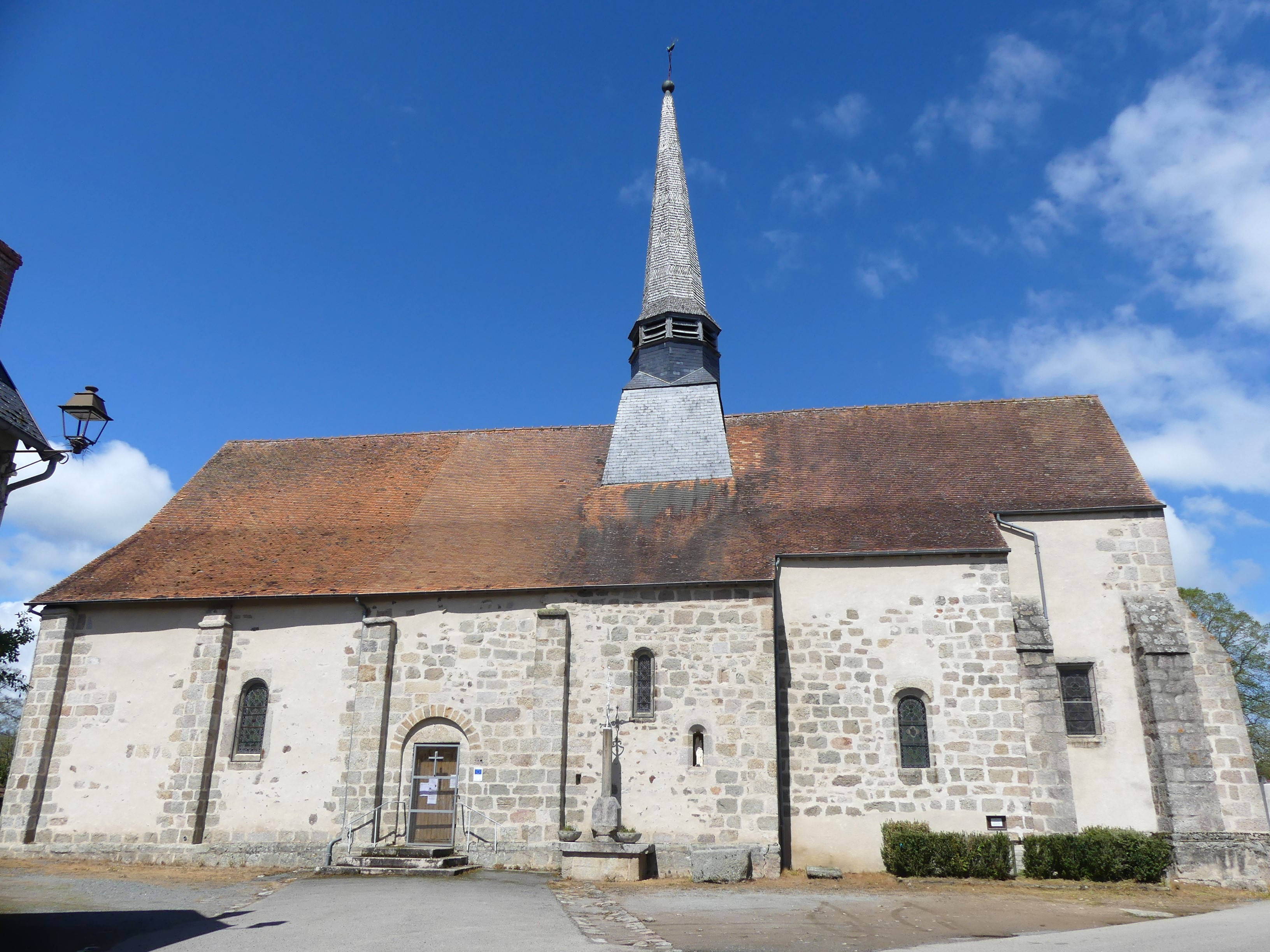
Kirche Saint-Martin
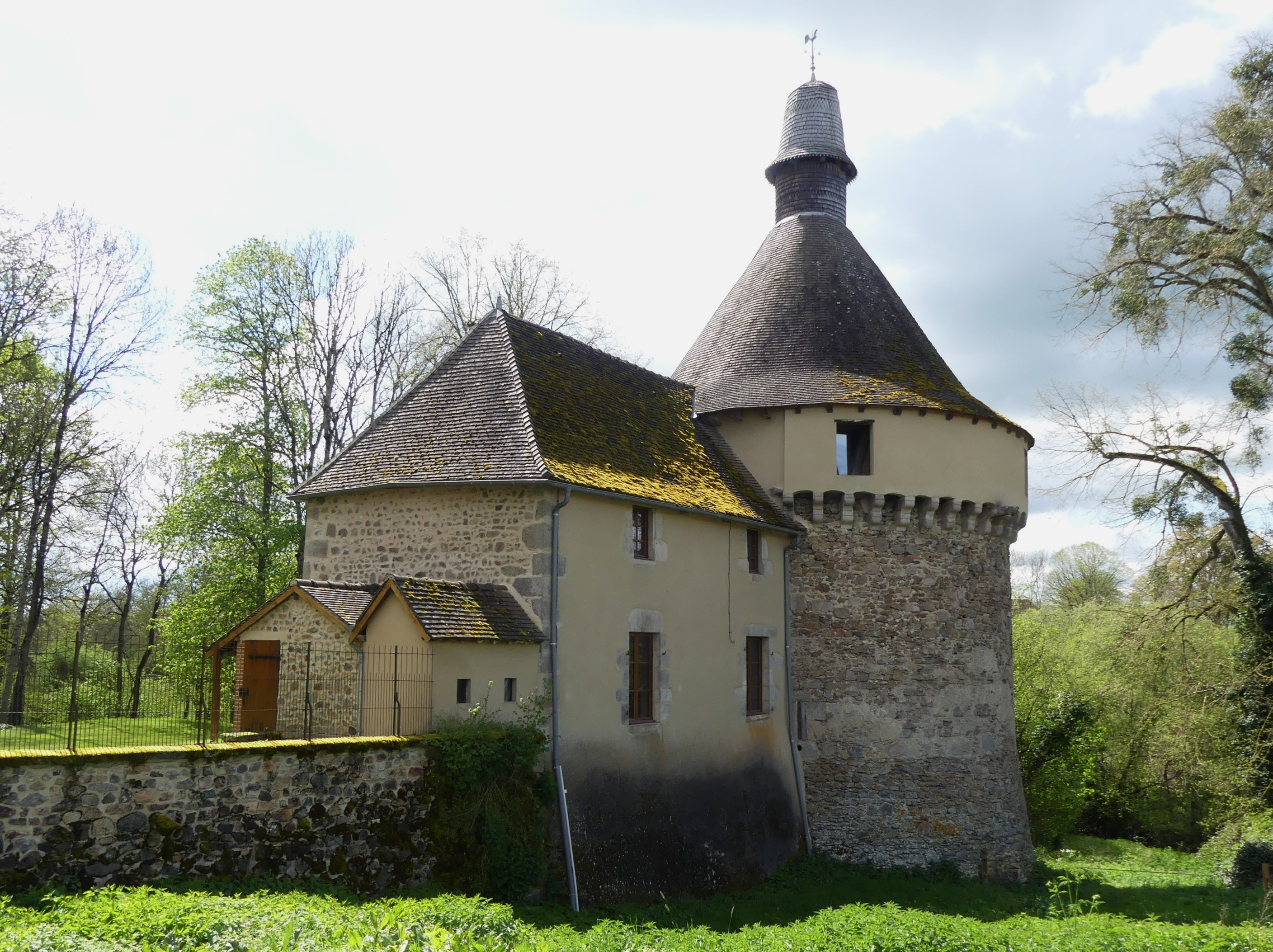
Schloss La Chapelle